# Oncobrya decepta
Oncobrya, Oncobryidae
Famille
Genre
Espèce
Oncobrya decepta, unique représentant du genre Oncobrya et de la famille des Oncobryidae, est une espèce fossile de collemboles.

## Distribution
Cette espèce a été découverte dans de l'ambre au Canada en Alberta. Elle date du Crétacé supérieur (Campanien).

## Publication originale
- Christiansen & Pike, 2002 : Cretaceous Collembola (Arthropoda, Hexapoda) from the Upper Cretaceous of Canada. Cretaceous Research, vol. 23, p. 165-188 (en).